# Епархия Карпи
Епархия Карпи (лат. Dioecesis Carpensis) — епархия Римско-католической церкви с центром в городе Карпи, Италия. Епархия Карпи входит в митрополию Модены-Нонантолы.

## История
Епархия Карпи учреждена 1 декабря 1779 года.

## Ординарии епархии
- епископ Francesco Benincasa, S.J. (13.12.1779 — † 12.09.1793)
- епископ Carlo Belloni (12.09.1794 — † 22.07.1800)
  - Sede Vacante (1800—1807)
- епископ Giacomo Boschi (18.09.1807 — † 21.03.1815)
  - Sede Vacante (1815—1822)
- епископ Filippo Cattani (19.04.1822 — 3.07.1826), назначен епископом Реджо-Эмилии
- епископ Adeodato Caleffi, O.S.B. (2.10.1826 — 5.07.1830), назначен епископом Модены
- епископ Clemente Maria Basetti (28.02.1831 — † 12.06.1839)
- епископ Pietro Raffaelli (23.12.1839 — 20.04.1849), назначен епископом Реджо-Эмилии
- епископ Gaetano Maria Cattani (7.01.1850 — † 28.01.1863)
  - Sede Vacante (1863—1871)
- епископ Gherardo Araldi (27.10.1871 — 11.12.1891)
- епископ Andrea Righetti (14.12.1891 — † 6.06.1924)
- епископ Giovanni Pranzini (18.11.1924 — † 22.06.1935)
- епископ Carlo De Ferrari, C.S.S. (16.12.1935 — 12.04.1941), назначен архиепископом Тренто
- епископ Vigilio Federico Dalla Zuanna, O.F.M. Cap. (12.05.1941 — 24.11.1952)
- епископ Artemio Prati (31.12.1952 — 7.04.1983)
- епископ Alessandro Maggiolini (7.04.1983 — 31.01.1989), назначен епископом Комо
- епископ Bassano Staffieri (11.07.1989 — 10.07.1999), назначен епископом Ла-Специя-Сарцана-Бруньято
- епископ Elio Tinti (17.06.2000 — 14.11.2011)
- епископ Francesco Cavina (с 14.11.2011)